# Aldabrafody
Aldabrafody (Foudia aldabrana) är en utrotningshotad fågel i familjen vävare inom ordningen tättingar.

## Utseende och läte
Aldabrafodyn är en sparvliknande vävare med skilda dräkter mellan könen. Hane i häckningsdräkt är distinkt med mestadels scharlakansröd fjäderdräkt med gul buk, medan honan och hane utanför häckningstid är oansenligt färgade. Den senare är mycket lik rödfodyns motsvarande dräkt, men skiljs åt genom kraftigare gul anstrykning, framför allt på huvudet och undersidan. Lätet består av ljusa, silvriga toner som i serier utgör sången.

## Utbredning och systematik
Aldabrafodyn förekommer enbart på ön Aldabra i västra Indiska oceanen. Vissa betraktar den som en underart till komorfody (F. eminentissima).

## Status
IUCN kategoriserar den som starkt hotad.

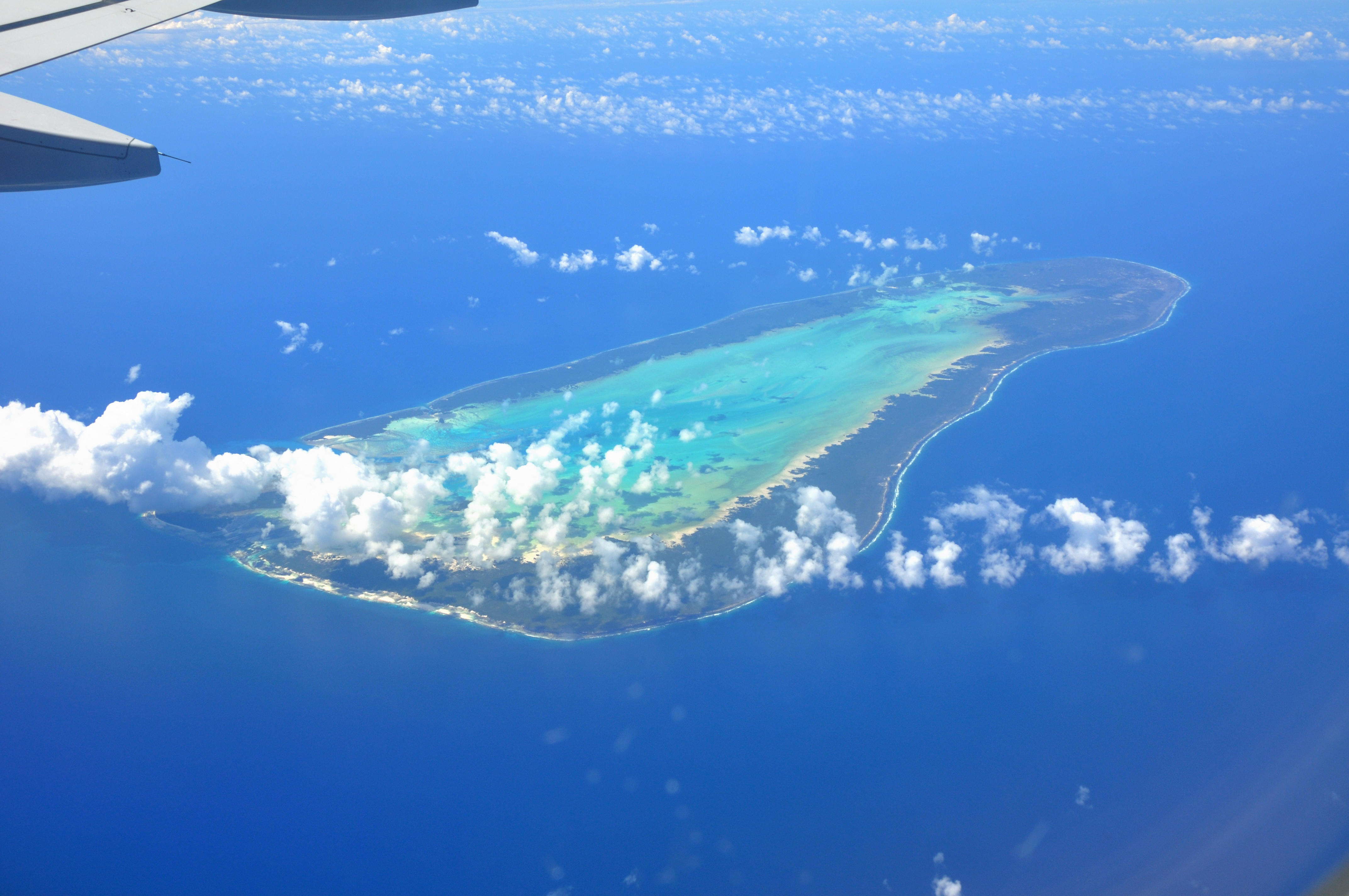
Fågeln förekommer enbart på den lilla atollen Aldabra i Seychellerna.